# (3098) van Sprang
(3098) van Sprang es un asteroide perteneciente al cinturón de asteroides, descubierto el 24 de septiembre de 1960 por Cornelis Johannes van Houten en conjunto a su esposa también astrónoma Ingrid van Houten-Groeneveld y el astrónomo Tom Gehrels desde el Observatorio del Monte Palomar, Estados Unidos.

## Designación y nombre
Designado provisionalmente como 4579 P-L. Fue nombrado van Sprang en honor a Bert van Sprang, fundador de la asociación de la meteorología y la astronomía en los Países Bajos.